# Hejště
Hejště (německy Hegscht) jsou základní sídelní jednotka, součást obce Ústí v okrese Jihlava v kraji Vysočina. Nachází se asi 9,5 km jihovýchodně od Humpolce a asi 19 km severozápadně od centra Jihlavy.
Hejště leží u stejnojmenného rybníka, kterým protéká Hejšťský potok, pravostranný přítok Hejnického potoka. V Hejštích je registrováno šest čísel popisných: 1, 2, 3, 4, 5 a 65. Zpevněnou silnicí jsou Hejště spojeny se silnicí II/523, nezpevněnou silnicí s nedalekou samotou Vlčina.